# Momordica cochinchinensis
Momordica cochinchinensis, nombre común gac, del vietnamita gấc (pronunciado /ɣək˦˥/), es una especie de planta de la familia Cucurbitaceae que es originaria de países del sudeste asiático y de Queensland, Australia. Destaca por su vivo color naranja rojizo resultante de su rico contenido en b-caroteno y licopeno.

## Descripción
Momordica cochinchinensis es una planta trepadora de zarcillo perenne que puede alcanzar hasta 15 metros de largo y un diámetro de tallo de hasta 4 centímetros.  Las hojas palmadas tienen de 3 a 5 lóbulos y se sostienen sobre un pecíolo (tallo de la hoja) que mide 6-10 cm de largo. Se disponen en filotaxis en los tallos y miden hasta 20 centímetros de ancho y de largo.
Esta especie es dioico, lo que significa que las flores masculinas y femeninas nacen en plantas separadas. La inflorescencia de una planta masculina consta de una flor solitaria o un racimo de hasta 10 centímetros de largo, mientras que las flores femeninas son solitarias. Todos los botones florales están completamente rodeados por brácteas, que se abren a medida que la flor madura. Las flores maduras tienen cinco pétalos amarillentos y un centro negro.
Los frutos son ovoides a ampliamente elipsoides, de unos 15 centímetros de largo por 10 centímetros de diámetro y están cubiertos de numerosas espinas pequeñas en la piel. Inicialmente son verdes, pero se vuelven de un color rojo anaranjado intenso al madurar y contienen numerosas semillas de forma irregular de color marrón o gris que están encerradas en un arilo rojo brillante.

### Fenología
En el hemisferio norte, esta especie florece de junio a agosto y los frutos aparecen entre agosto y octubre. En Australia, la floración se produce de diciembre a enero y los frutos aparecen de febrero a abril.

### Fitoquímica
La fruta, las semillas y el aceite de semillas contienen cantidades sustanciales de b-caroteno y licopeno que, en conjunto, imparten el característico color rojo anaranjado a los tejidos de la fruta. Tanto el arilo como las semillas son ricos en ácidos grasos monoinsaturados y poliinsaturados, y el aceite contiene un 69% de grasas insaturadas, incluido un 35% de grasas poliinsaturadas. El gac tiene una alta concentración de ácido linoleico (ácido graso omega 6) y ácido graso omega 3.

## Taxonomía
Esta especie fue descrita por primera vez en 1790 por el botánico portugués João de Loureiro, quien la publicó en su libro Flora cochinchinensis. Loureiro le dio a esta planta la combinación Muricia cochinchinensis y señaló que se encontraba en "Cochinchinensis & China". En 1826, el botánico alemán Curt Polycarp Joachim Sprengel transfirió la especie al género Momordica.

### Etimología
El nombre del género Momordica se deriva de la palabra latina mordeo que significa morder, una referencia a la apariencia de las semillas como si estuvieran masticadas. El nombre botánico cochinchinensis significa "de Cochinchina", la región del sur de Vietnam donde Loureiro observó por primera vez la planta.

### Nombres comunes
Como esta planta es originaria de muchos países de la región de Asia y el Pacífico, tiene una diversa cantidad de nombres comunes que incluyen: bhat kerala (asamés), mu bie gua, mu bie zi y teng tong (chino), bálsamo de pera, pepino chino, y calabaza espinosa gigante (inglés), kakur, kantola y kakrol (hindi), tepurang (indonesio), mokube tsushi (japonés), makkao (jemer), khaawz (laosiano), pupia, teruah y torobuk (malayo), jhuse karelaa (nepalés), pakurebu (Sulawesi), buyok buyok (tagalo), phak khao (tailandés) y gac (vietnamita).

## Cultivo
Como el gac es dioica, se necesitan tanto plantas masculinas como femeninas; por lo tanto, los agricultores deben tener al menos una planta masculina correspondiente creciendo en o alrededor de los jardines para que las plantas femeninas frutales sean polinizadas. Cuando se cultiva a partir de semillas, la proporción de plantas masculinas y femeninas es impredecible. 
Los insectos pueden facilitar la polinización, pero la polinización manual permite un mejor rendimiento de frutos. Un método alternativo consiste en injertar material femenino en el brote principal de una planta masculina.
Para una polinización máxima asistida por insectos, la proporción recomendada es aproximadamente 1 macho por cada 10 plantas femeninas. Si se propaga a partir de vides, los agricultores hacen cortes diagonales (alrededor de 15 a 20 cm de largo y 3 a 6 mm de ancho), luego enraíce los tubérculos en agua o en un medio para macetas húmedo y bien aireado antes de plantar. 
Aparte de los países del sudeste asiático donde los frutos son nativos, el gac se puede cultivar en regiones de clima subtropical. Las temperaturas frías inhiben el crecimiento.

## Usos
Gac se ha utilizado comúnmente en sus países de origen, principalmente como alimento y medicina tradicional. Su uso como medicina popular se remonta a siglos atrás en China y Vietnam. Las semillas de gac, conocidas como mù biē zǐ (que significa "semilla de tortuga de madera"), se utilizan para diversos fines internos y tópicos en la medicina tradicional.
El arilo que rodea las semillas de gac cuando los frutos están maduros se cocina con arroz pegajoso para hacer xôi gac, un plato tradicional vietnamita de color rojo que se sirve en bodas y celebraciones de Año Nuevo vietnamita. Además, el fruto verde inmaduro también se utiliza como verdura en la India. Se quita la piel espinosa y los frutos se cortan en rodajas y se cuecen a veces con patatas o calabazas. En Sri Lanka, el gac se utiliza en curry y en Tailandia, se sirve con helado.
Debido al alto contenido de b-caroteno y licopeno, los extractos de los arilos de la fruta se utilizan para fabricar suplementos dietéticos en cápsulas blandas o, a veces, se mezclan con bebidas.